# Іпрська битва (1914)
Іпрська битва (1914) або Перша Іпрська битва (фр. Première bataille d'Ypres) та Перша Фландрська битва (фр. 1re Bataille des Flandres, нім. Erste Flandernschlacht) (19 жовтня — 22 листопада 1914) — низка запеклих боїв між військами Антанти та німецькою армією за опанування стратегічно важливого міста Іпр в західній Бельгії під час так званого Бігу до моря на початку Першої світової війни. Невелике фландрійське місто Іпр (знаходиться в 60 км на північний захід від Брюгге) стало одним з ключових місць північної ділянки Західного фронту, де німецькі війська прагнули пробитися до важливих портів Дюнкерк і Кале, і в околицях якого відбувався ряд кровопролитних битв.
Вперше німецькі війська намагалися захопити Іпр з ходу, діючи проти британської, французької та бельгійської армій під час наступальної операції у Фландрії, відомих як бої Бігу до моря, в період з 19 жовтня по 22 листопада 1914 року. Завдавши ударів у районі Іпра і річки Ізер, 22-24 жовтня вони форсували Ізер, але змушені були відступити, оскільки бельгійці відкрили шлюзи і затопили 12-кілометрову ділянку біля гирла річки. 30 жовтня німці почали новий наступ неподалік Іпра, але він був зупинений до 3 листопада. В цілому, бої там закінчилися з нічийним результатом до 22 листопада.

## Історія

### Загальне становище
У другій половині жовтня 1914 бойові дії між німецькими військами і союзними арміями велися у Фландрії. Місцевість, що стала ареною нових боїв, становила велику низовину (марші), що розкинулася по обидві сторони французько-бельгійського кордону між Північним морем і Лисом, лівою притокою Шельди. По всій цій місцевості вздовж берега моря тягнуться піщані дюни, з'єднані греблями для захисту маршів від повеней, а самі марші прорізані осушувальними каналами. У районі Іпра, між Лисом і Ізером, низовина змінюється ланцюгом горбів (Іпрською височиною). В основному місцевість, на якій розгорнулися бої, була важкопрохідною для військ. У долинах пересування в період дощів було можливе лише по дорогах, що пролягають по штучних насипах.
З 8 по 19 жовтня союзники перекинули на лівий фланг Західного фронту у Фландрію британські експедиційні сили, що мали у своєму складі до п'яти корпусів. Основні сили британської армії 14 жовтня підійшли до Іпру.
Правий берег річки Ізер від Діксмейде до Ньївпорта (ділянка протяжністю в 10 миль) зайняла бельгійська армія, що мала шість піхотних і дві кавалерійські дивізії загальною чисельністю близько 60 000 чоловік. У боях з німцями на Ізері бельгійці втратили третину своєї армії. 22 жовтня німці форсували річку і закріпилися на її лівому березі. Не маючи достатніх сил для оборони, король Альберт, головнокомандувач бельгійської армії, ухвалив рішення затопити низовинний лівий берег Ізера морськими водами, відкривши шлюзи під час припливу. 27 жовтня, після того, як бельгійська армія була відведена за залізничний насип, що йшов вздовж річки, шлюзи відкрили, і вода потужним потоком хлинула на позиції німців, утворивши розлив між Ньївпорта і Діксмейде (з цього часу бої на Ізері припинилися).

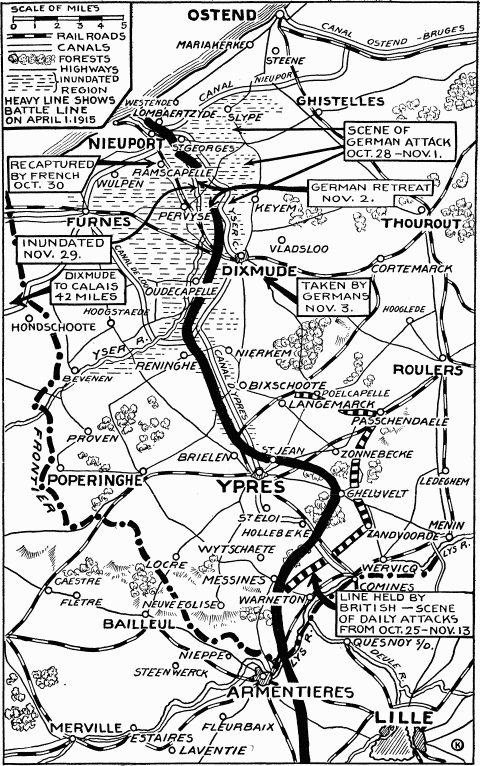
Карта боїв за Іпр з восени 1914 до травня 1915

На південь від Діксмейде, між Ізером і Іпром, займали позиції частини французької армії: морська бригада, дві територіальні і чотири кавалерійські дивізії. Перекинуті до Іпру частини британської армії — шість піхотних дивізій, одна резервна дивізія і три кавалерійські дивізії — зайняли фронт між Іпром і Ля-Басе (на Іпрській височині) в смузі протяжністю близько 35 миль. Командувач британської армії фельдмаршал Френч розраховував і на підкріплення: до лінії фронту прямував передовий кавалерійський загін індійської армії. Надалі очікувалося і прибуття значно більших сил індійської колоніальної армії; чотирьох піхотних і двох кавалерійських дивізій. Частини індійської армії становили індуси і англійці (у співвідношенні 3:1), а також гурки.
Маючи у своєму розпорядженні значні сили, британське та французьке військове командування вважало, що переважають супротивника і були сповнені надій перейти разом у наступ і зайняти Лілль, великий промисловий центр Бельгії, а згодом й Брюссель. Проте, ані Френч, ані Фош не володіли відомостями про те, що західніше Брюсселя розгортається 6-та німецька армія, що складалася до цього часу з одинадцяти дивізій, 3-го резервного корпусу (який відзначився при штурмі Антверпена) і восьми резервних дивізій.
Ці резервні дивізії складалися з добровольців: студентів (що були звільнені у Німеччині від військової служби), випускників середніх шкіл і осіб, які не призвалися з якихось причин до лав армію, але здатних носити зброю Добровольці, що потрапили на фронт встигли отримати лише початкову військову підготовку, пройшовши двомісячне навчання в таборах під керівництвом фельдфебелів (в основному призваних до армії шкільних вчителів-резервістів). Всього в жовтні 1914 року в Німеччині були сформовані тринадцять резервних дивізій, укомплектованих добровольцями. Дві з них були відправлені на Східний фронт, одна — в Лотарингію, а десять — прибули до Фландрії.
З середини жовтня німецьке командування прагнуло реалізувати новий стратегічний задум: захопити французькі порти на узбережжі протоки Па-де-Кале. Цей план був націлений головним чином проти Великої Британії, оскільки захоплення портової інфраструктури на північному французькому узбережжі значно ускладнювало б морські комунікації для британської армії, й це могло вплинути на подальшу роль цієї країни у війні. Водночас німці не відмовилися від замислу наступу на Париж й у разі успіху у Фландрії розраховували розвинути наступ на столицю Франції з півночі. Сподівалися на успіх і союзники, які поставили собі за мету наступати на Брюссель.
З другої половини жовтня бої у Фландрії відбувалися головним чином у чотирьох місцях: на Ізері, де розпочатий німцями наступ не приніс їм бажаних результатів унаслідок бельгійцями відкриття шлюзів річки), між Діксмейде й Іпром (де французи, що планували власний наступ, билися у запеклій обороні), біля Іпра (між частинами британської армії і німецькими добровольцями) та в районі південніше Іпра (між правим крилом британської армії й частинами 6-ї німецької армії). Британці, що билися восени 1914 року на маршах Фландрії, назвали всі ці бої — за винятком тих, що велися між німцями та бельгійцями на Ізері, — першою битвою при Іпрі.

### Хід битви
13 жовтня 1914 британські експедиційні війська силами II, III і IV корпусів почали наступати з району Іпра у східному напрямку. Однак здобути перемоги британцям не вдалося. Німці кинули в бій VII, XIII, XIV і XIX армійські корпуси і не тільки відбили наступ ворога, а й змусили його відступити. IV британський корпус, що складався з 7-ї піхотної і 3-ї кавалерійської дивізій, відійшов до самого Іпру, насилу стримуючи атаки супротивника. Положення врятував перекинутий до Іпру I армійський корпус під командуванням генерала Д. Гейґа. Просування німецьких військ британці зупинили, але перейти в новий наступ не змогли: підкріплення більше не було — основні частини індійської армії все ще перебували в дорозі.
20 жовтня німецькі війська силами двадцяти чотирьох дивізій перейшли в наступ по всьому фронту від Ля-Басе до гирла Ізера. Їм протистояли дев'ятнадцять дивізій союзних військ, включаючи шість бельгійських дивізій, знесилених попередніми боями. Наступ німців розвивався по-різному. На півночі німецьким військам вдалося потіснити бельгійців і форсувати Ізер, але, повінь звів нанівець їх успіх. На центральній ділянці фронту німці прорвали оборону французів і зайняли ряд населених пунктів. У смузі британської армії наступ німців не увінчався успіхом, лише в одному місці вони зуміли, подолавши опір англійців, просунутися трохи вперед, подолавши річку Лис.
Британські війська зуміли зупинити наступ німців, незважаючи на те, що були гірше озброєні. Сили були рівні тільки за кількістю кулеметів (обидві сторони мали по два кулемети на батальйон). За кількістю польових гармат британці поступалися німцям удвічі, а за кількістю важких гармат — у десять разів. Поступаючись німцям в озброєнні, англійці, до того ж, не змогли повною мірою скористатися своїм мистецтвом зведення оборонних споруд: окопні роботи утруднював високий рівень ґрунтових вод. Вирити окопи глибше ніж на три фути не вдавалося. Гірше того, в окопах майже весь час стояла вода (правда, в якійсь мірі британських солдатів виручали укладені під ноги мішки з піском, трусок і нарубані гілки чагарника).
Однак, попри труднощі оборони, британці зупинили німецький наступ; вони зуміли втримати зайняті ними позиції головним чином завдяки організованій і майстерній стрільбі. Варто підкреслити: англійські солдати були чудовими стрільцями, майже кожен з них міг повністю використовувати скорострільність своєї гвинтівки, зробивши п'ятнадцять пострілів на хвилину. Атакуючі ланцюга німців щоразу зазнавали великих втрат і відкочувалися назад, не в силах подолати опір ворога. За свідченням німців, рушничний вогонь англійців був часто настільки щільним, що здавалося, противник стріляє з кулеметів. Через грамотну організацію протидії військами, що оборонялися, й у свою чергу через слабку взаємодію між німецькою піхотою і її артилерією та великі втрати серед наступаючих німецьких частин, організований наступ німців біля Іпра поступово перетворилося на поодинокі атаки. До кінця жовтня сторони в основному зберегли здобуті позиції й зрідка намагалися змінити стан справ на свою користь.
31 жовтня німці здійснили потужну спробу відновити наступ, сподіваючись прорватися до моря і захопити французькі порти Кале і Дюнкерк. У наступ перейшла, розгорнута на південний схід від Іпра на ділянці Верник — Делемон армійська група під командуванням генерала М. фон Фабека, що складалася з шести дивізій. Однак домогтися великого успіху німцям не вдалося. Просунувшись вперед на кілька кілометрів, вони були зупинені британськими військами. Як пише один з німецьких військових істориків, наступ групи Фабека захлинулося, тому що «англійці підтягнули до лінії фронту дві свіжі дивізії». Насправді на шляху німців встали поріділі батальйони Вустерширського, Глостерширського, Уельського, Суссекського, Нортгемптоншірського, Оксфордшірського, Бекінгемшірського, 60-го стрілецького і Шотландського полків. Разом з піхотинцями оборону тримали (в спішеному строю) і кавалеристи. Зупинити наступ німців англійцям знову допомогла влучна і добре організована стрільба. 3 листопада німецьке командування ухвалило рішення тимчасово перейти до оборони. До лінії фронту на посилення армійської групи Фабека рухалися свіжі частини, прибуття яких намічалося до 10 листопада.
До 10 листопада німці зуміли сформувати дві ударні групи: армійську групу під командуванням генерала Лінзінгена, що складалася з двох корпусів, і армійську групу генерала Фабека, що складалася з трьох корпусів. Перед Лінзінгеном і Фабеком було поставлене завдання прорвати оборону противника на східних і південно-східних підступах до Іпру. Однак, внаслідок неузгоджених дій ударних груп, задумана німцями операція успіхом не відзначилася.
У ході першої битви при Іпрі власно місто та прилеглі до нього містечка і села зазнали сильнішого руйнування. В Іпрі від вогню важкої артилерії німців постраждали Зал ткачів і кафедральний собор. 31 жовтня в результаті прямого влучення артилерійського снаряда був частково зруйнований палац в Хоозі, невеликому селищі поблизу Іпра, при цьому загинули кілька штабних офіцерів 1-ї і 2-ї піхотних дивізій британської армії. 11 листопада Хоог став ареною запеклого бою. На місто наступали великі німецькі сили: 1-й і 3-й гвардійські полки і 4-та піхотна дивізія, а оборону спочатку тримав тільки один батальйон інженерних військ англійців. Здавалося, німці зуміють зайняти Хоог і прорватися до Іпру, проте їх наступ було зупинено батальйонами Оксфордшірського і Бегінгемшірського піхотних полків, котрі підійшли вчасно до місця бою.
Стійко обороняючись у районі Іпра, британці спромоглися утримати позиції, однак північніше і південніше смуги оборони захисників міста німцям вдалося просунутися на кілька кілометрів, в результаті чого на схід від Іпра утворився невеликий виступ. Зважаючи на можливість оточення міста ворогом, союзники зробили кілька спроб просунутися на флангах північніше і південніше Іпра, а німці, у свою чергу, не залишали намірів захопити місто. Однак бойові дії не принесли успіху жодній зі сторін.
Перша битва за Іпр поступово завершилася боями місцевого значення, які точилися до 22 листопада. Відзначимо, що в ході боїв у Фландрії ініціативою володіли німці, проте успіху вони, по суті, не домоглися. Союзні армії стійко оборонялися й не допустили прориву ворога до берега моря.

### Підсумки битви
Під час боїв, що тривали у Фландрії, кожна зі сторін прагнула обійти відкритий фланг ворога і цим маневром вирішити результат боротьби на свою користь. Прагнення до охоплення флангу противника потребувало все більше нових і нових сил, проте жодна з сторін не мала для цього необхідних вільних військ. Доводилося знімати війська з інших ділянок фронту, де решта формувань змушено переходили до оборони. При взаємних спробах охопити фланг супротивника, війська, що змагалися, володіли приблизно рівними силами, і тому ні союзникам, ні німцям не вдалося домогтися стратегічного успіху. Під час першої битви при Іпрі сили супротивників були розтягнуті по всьому фронту, і створити у Іпра потужне ударне угруповання не уявлялося можливим. Оборона стала сильнішою за наступ.
Після першої битви при Іпрі по усьому франко-німецькому фронті настав позиційний період війни. Обидві сторони розпочали зміцнювати зайняті позиції, поставивши перед собою мету створити оборонні споруди, достатні для того, щоб, якщо буде потрібно, тримати довготривалу оборону навіть малими силами. Відзначимо: і союзники, і німці зуміли реалізувати свої плани. Як наслідок, після трьох з половиною місяців запеклих боїв противники опинилися перед укріпленими позиціями один одного на величезному фронті від Північного моря до швейцарського кордону протяжністю в 475 миль).
Перша битва при Іпрі завершила період маневреної війни на Західному фронті в 1914 році. За час ведення бойових дій — в Прикордонній битві, в битві при Марні, в боях на Ені, Уазі і Ізері, у першій битві при Іпрі — обидві сторони зазнали колосальних втрат. Найбільш значні втрати зазнала французька армія. За чотири місяці запеклих боїв французи втратили убитими, пораненими, та такими, що потрапили в полон і зниклі безвісти 510 000 солдатів і офіцерів, у тому числі в серпні — 160 000, у вересні — 200 000, в жовтні — 80 000, в листопаді — 70 000. Найбільших втрат зазнала французька молодь. З тих, кому ще не було й двадцяти років, загинули 45 000 чоловік. З осіб 20-24-річного віку полягли в бою 92 000 чоловік. 70 000 чоловік загинули у віці 25-29 років. Великі були і втрати серед французів середнього віку. З тих, кому було від тридцяти до тридцяти дев'яти років, загинули 80 000 чоловік. Трохи менше були втрати німецької армії. Німці втратили вбитими 241 000 солдатів і офіцерів, з них 99 000 у віці 20-24 років. Бельгійська армія втратила вбитими 30 000 солдатів і офіцерів. Британські експедиційні сили втратили вбитими, пораненими, військовополоненими та зниклими безвісти половину свого складу — 80 000 чоловік.
Попри великим жертвам, ні німці, ні французи не досягли поставлених перед собою цілей. План Шліффена, на який у Німеччині покладали такі великі надії, зазнав невдачі. Німецькі війська не зуміли «грандіозним охоплюючим рухом» оточити французьку армію. Виявився нереалізованим і план війни, розроблений французьким Генеральним штабом. Наступ в Ельзасі та Лотарингії провалився. Жодна зі сторін не змогла добитися стратегічного успіху й у боях на території Фландрії. Маневр силами проводився недостатньо рішуче, бо противники побоювалися занадто сильно послаблювати фронт на займаних рубежах, внаслідок чого на нових ділянках фронту не досягали потрібної переваги в силах та засобах. Крім того, перекинуті з'єднання часто діяли неузгоджено і недостатньо енергійно. Внаслідок цих причин ідея флангового охоплення так і не була реалізована.